# مؤشر المساوة بين الجنسين
مؤشر المساوة بين الجنسين أومؤشر التكافؤ بين الجنسين هو مؤشر اجتماعي-اقتصادي يهدف إلى قياس الوصول النسبي إلى نسبة التعليم للذكور والإناث. يتم إصدار هذا المؤشر من قبل اليونسكو. ويحسب هذا الرقم في أبسط أشكاله علي أنه مقارنة عدد الإناث إلى عدد الذكور الملتحقين بمرحلة معينة من التعليم (الابتدائي والثانوي وما إلى ذلك). ومساواة المؤشر للرقم واحد تعني المساواة بين الذكور والإناث، وحين يقل مؤشر التكافؤ بين الجنسين عن واحد يكون مؤشرا علي تفضيل الذكور؛ في حين إذا كان يزيد عن واحد يشير إلى تفضيل الإناث. وتعد الدول القريبة إلى واحد هي القريبة من تحقيق التكافؤ بين الجنسيين، وتستخدمه المنظمات الدولية في قياس التقدم الذي تحرزه البلدان النامية، ويستخدم معهد الإحصاءات التابع لليونسكو أيضا تعريفا أكثر عمومية لمؤشر التنمية المستدامة: بالنسبة لأي دليل للتنمية؛ يمكن للمرء أن يحدد القيمة المضافة للمؤشر بالنسبة لهذا المؤشر بقسمة قيمته للإناث على قيمته بالنسبة للذكور. على سبيل المثال تنظر بعض وثائق اليونسكو في المساواة بين الجنسين في محو الأمية.
وتصف اليونسكو محاولات القضاء علي التفاوت بين الجنسين في التعليم الابتدائي والثانوي، وتشدد علي محنة الفتيات وعدم المساواة في بلدان العالم الثالث، غير أن المعهد يتجاهل التفاوت بين الجنسين الذي يعود بالنفع علي نساء العالم الأول في التعليم العالي. ففي ايسلندا على سبيل المثال 65 في المائة من الطلاب الملتحقين بالتعليم العالي من الإناث.
ويتيح التقرير العالمي للفجوة بين الجنسين الذي يقدمه المنتدى الاقتصادي العالمي 2016 للمستخدمين النظر في بيانات كل بلد ومقارنتها، وحساب التكافؤ بين الجنسين في البلدان واستكشاف الأنماط العالمية.